# Purificació Mascarell
Purificació Garcia Mascarell (Xàtiva, 22 febrer de 1985) es una filòloga, crítica literària i escriptora valenciana que escriu en castellà i català.
Doctorada en Filologia Hispànica, es professora de teoria de la literatura, literatura comparada i estudis culturals a la Universitat de València i ha conreat diversos gèneres literaris com l'assaig, l'obra teatral, la literatura infantil, i la narrativa per a adults. Ha col·laborat amb diaris i revistes com Caràcters, Clarín, o El món d'ahir. Ha publicat diversos assaigs sobre la cultura valenciana i ha treballat per la recuperació de l'obra de dones autores. Entre la seva obra literària destaca Centre comercial L'Oblit, Premi de narrativa Enric Lluch 2018 i Mireia, Premi Lletraferit de Novel·la 2022.

## Obres publicades (selecció)

### Assaig
- 2009 La revolució va de bo! La modernització de la pilota valenciana (Publicacions de la Universitat de València)[1][4]
- 2012 El cant socarrat. Les albaes de Xàtiva (Fundació Caixa Ontinyent)[4]

### Teatre
- 2017 Cavallers (Publicacions de la Universitat de València)[1][4]

### Narrativa infantil
- 2018 Centre comercial L'Oblit (Andana Editorial)[2]

### Narrativa
- 2021 Cartilla de redención (Altamarea)
- 2022 Mireia (Llibres de la Drassana)

## Premis i distincions
- 2018 Premi Enric Lluch de narrativa infantil per Centre comercial L'Oblit
- 2022 Premi Lletraferit per Mireia